# Porto turistico di Pontevedra
Il porto turistico di Pontevedra (Pontevedra, Spagna ) si trova alla foce del fiume Lérez nella ria di Pontevedra. La sua carta nautica è 4162-HMI. È gestito dal Club nautico di Pontevedra, per concessione dell'ente pubblico dei porti della Galizia - Zona sud.

## Situazione
Il porto turistico si trova nel cuore di Pontevedra, in Corso Uruguay, vicino al lungomare e molto vicino al Ponte delle Correnti e al centro storico.

## Storia
Il Club nautico di Pontevedra è nato nel 1932 e aveva sezioni nuoto, moto d'acqua, vela e pallanuoto. Oggi mantiene solo la sezione canoa-kayak. L'edificio del Club Nautico è stato costruito nel 1992.
Fu un'esondazione del Lérez nel 1987 causata da un groppo profondo, innescando il progetto di costruire un porto turistico a cui aspiravano gli appassionati di sport nautico di Pontevedra. Questa inondazione ha causato il trascinamento dei tronchi che ha danneggiato molte barche ancorate nel fiume. Questo evento ha aumentato le richieste del club nautico per la costruzione di un porto turistico, supportato dalla sua sezione canoa-kayak.
I lavori sul porto sono iniziati nel 1994. Fu inaugurato nel 1996, con tre linee di pontoni con 140 ormeggi per lato, quasi interamente occupate dai membri del Club Nautico, che sono 240.
Nel marzo 2020, è stato lanciato un progetto nel porto per l'ancoraggio degli yacht con un servizio di alloggio.

## Caratteristiche
È un porto molto sicuro situato nel cuore della città. La sua posizione in fondo alla ria di Pontevedra, difesa dalle barriere sabbiose degli attacchi marittimi, ha storicamente segnato la città e la sua popolazione.
Il numero totale di posti di ormeggio nel porto è di 142. Tutti i posti sono gestiti dal noleggio. Il pescaggio della bocca e della banchina è di 2 metri. La bocca del canale di navigazione è contrassegnata da luci verdi e rosse.
I suoi servizi includono acqua ed elettricità all'ormeggio e all'ancoraggio al molo, docce e servizi igienici, sorveglianza, illuminazione notturna, telefono pubblico, radio (VHF 9), il circolo velico, il servizio MARPOL (raccolta olio), raccolta rifiuti, taxi, palestra, diesel e carburante senza piombo e gru. 

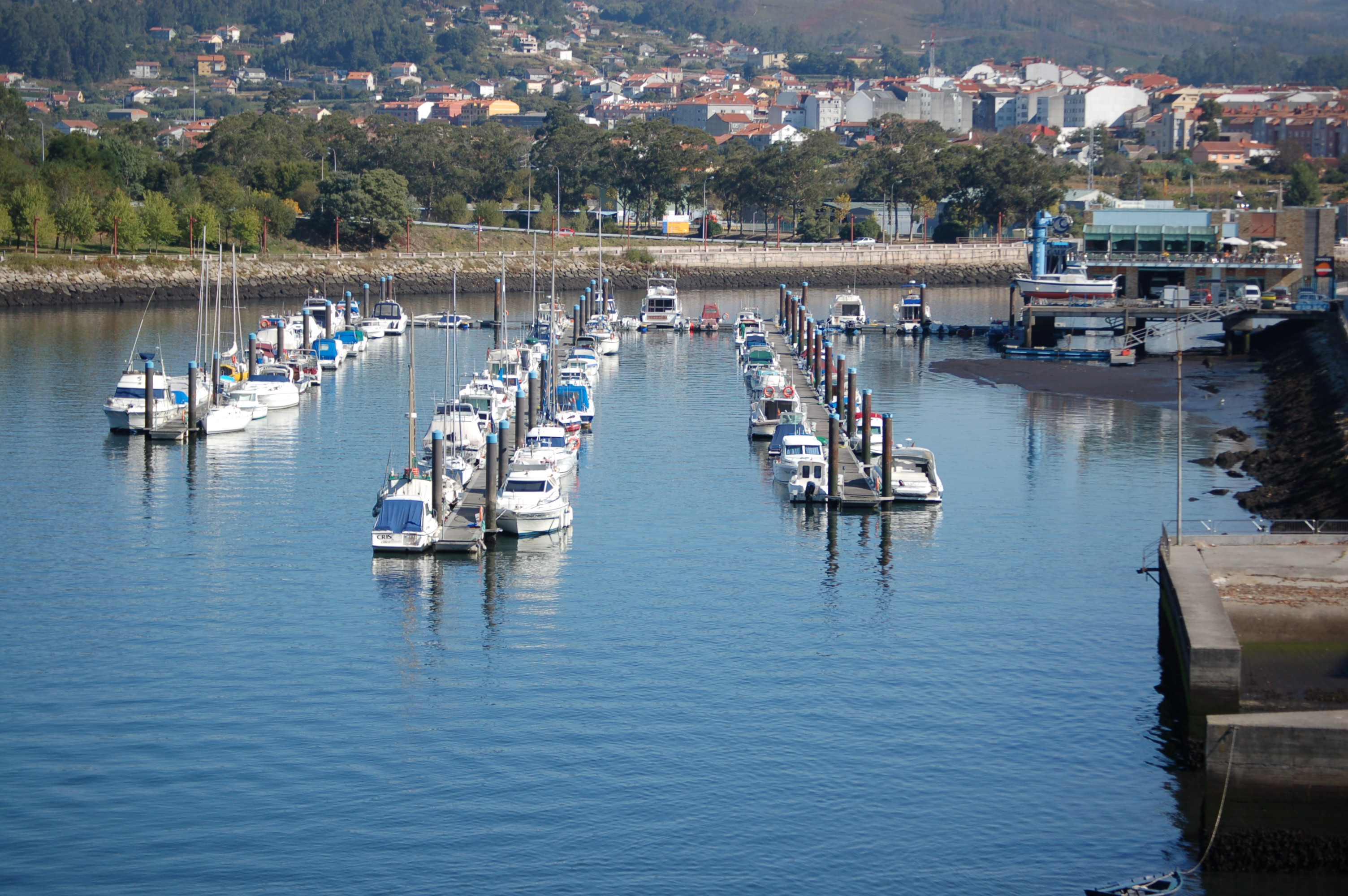
Porto turistico di Pontevedra, vista dal Ponte della Barca.

L'edificio del Club Nautico è stato inaugurato nel 2005 e ha un primo piano e una terrazza superiore, entrambi con vista sulla ria di Pontevedra e sulla città. L'edificio dispone di una caffetteria.
Nonostante il dragaggio del bacino di navigazione, attualmente il suo accesso è limitato dalla mancanza di pescaggio (2 metri con la bassa marea ) e dalla presenza del ponte della Barca, che non consente il passaggio a velieri oltre i 12 metri da sopra.
Attualmente esiste un progetto di emergenza per dragare la ria a causa della perdita di pescaggio che ha subito negli ultimi anni.
Fino al dragaggio del Lérez, il primo pontone è inutilizzabile perché, con la bassa marea, non c'è abbastanza pescaggio per le barche a causa dell'accumulo di fango sul fondo del mare alla foce del Lérez.

## Accesso
Via terra, è accessibile dall'autostrada AP-9, lasciando l'accesso nord a Pontevedra o via corso Uruguay, che si trova vicino al porto.

## Galleria d'immagini

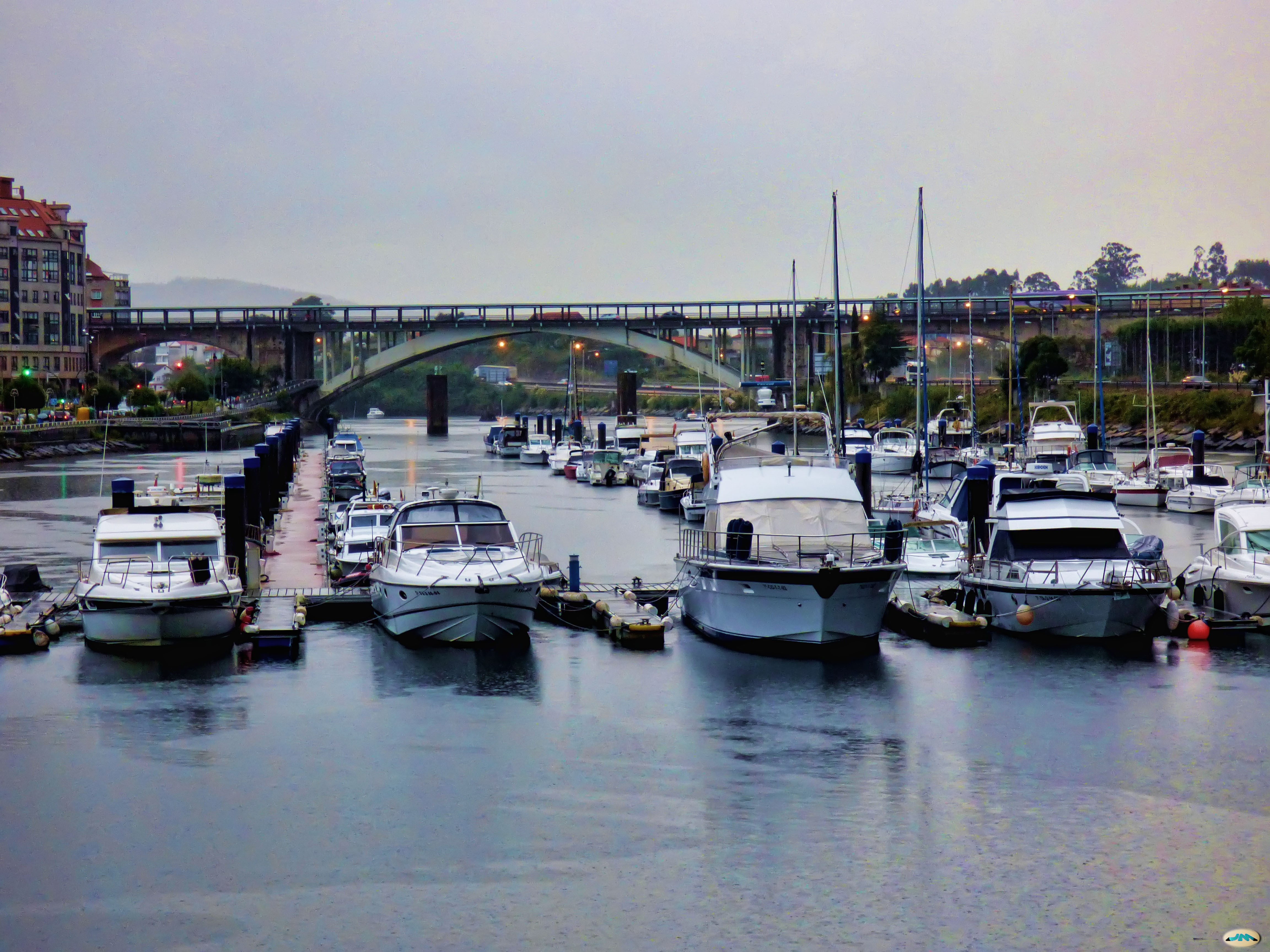
Porto turistico e Ponte della Barca
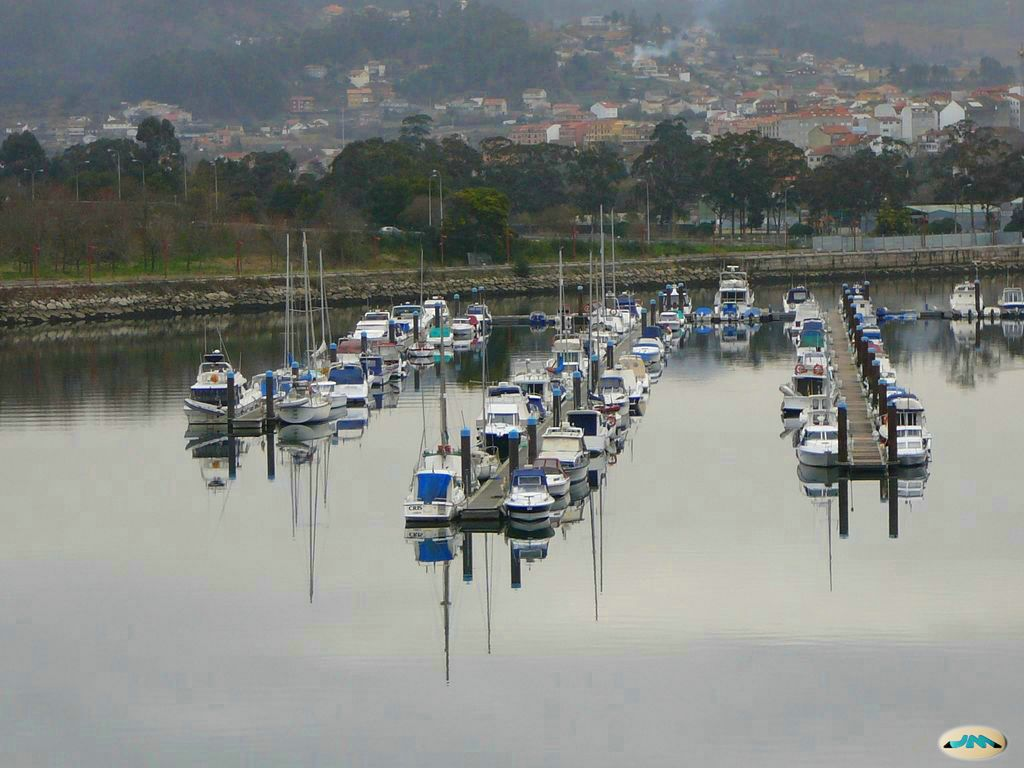
Porto turistico
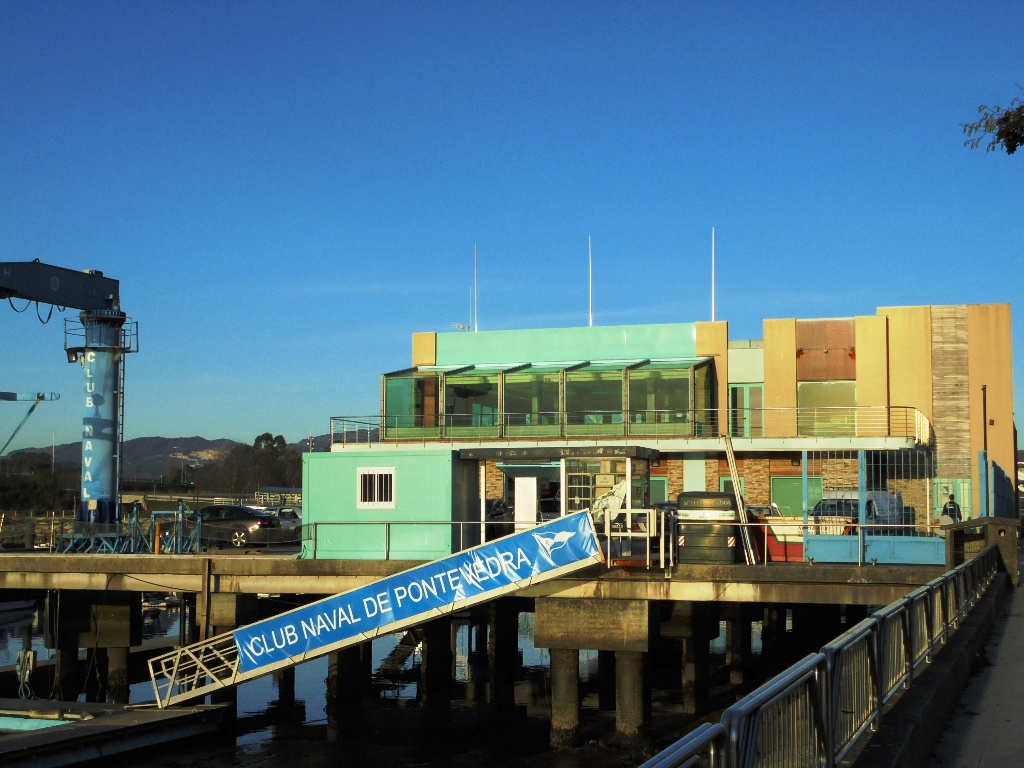
Club nautico
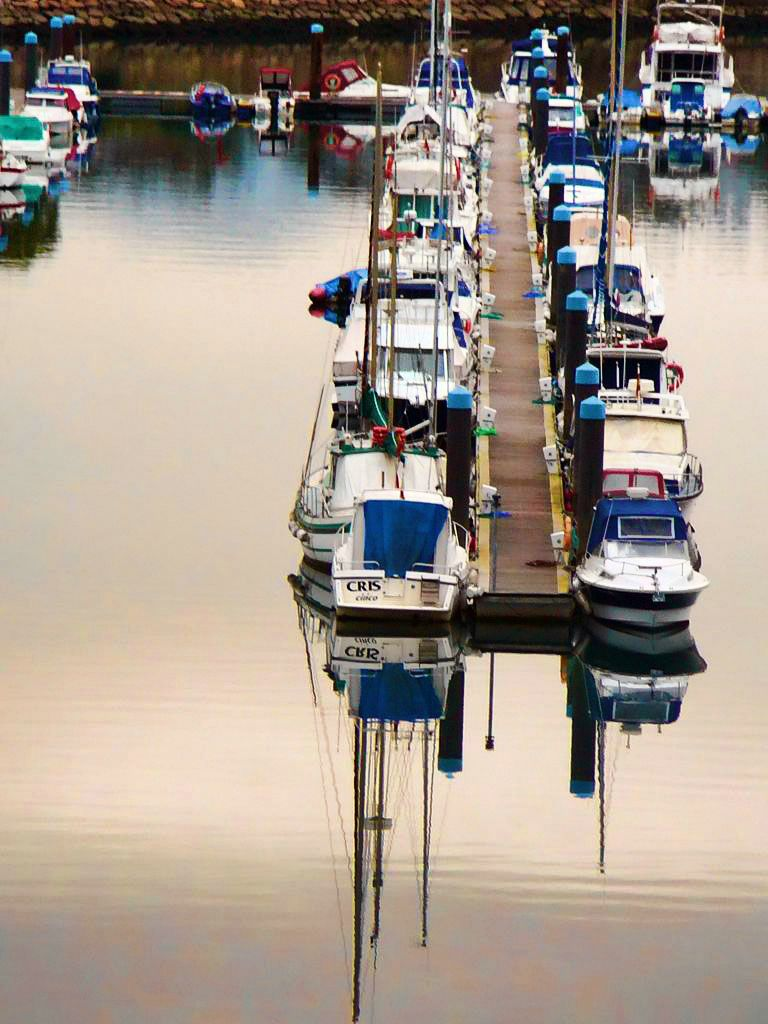
Posti di ormeggio
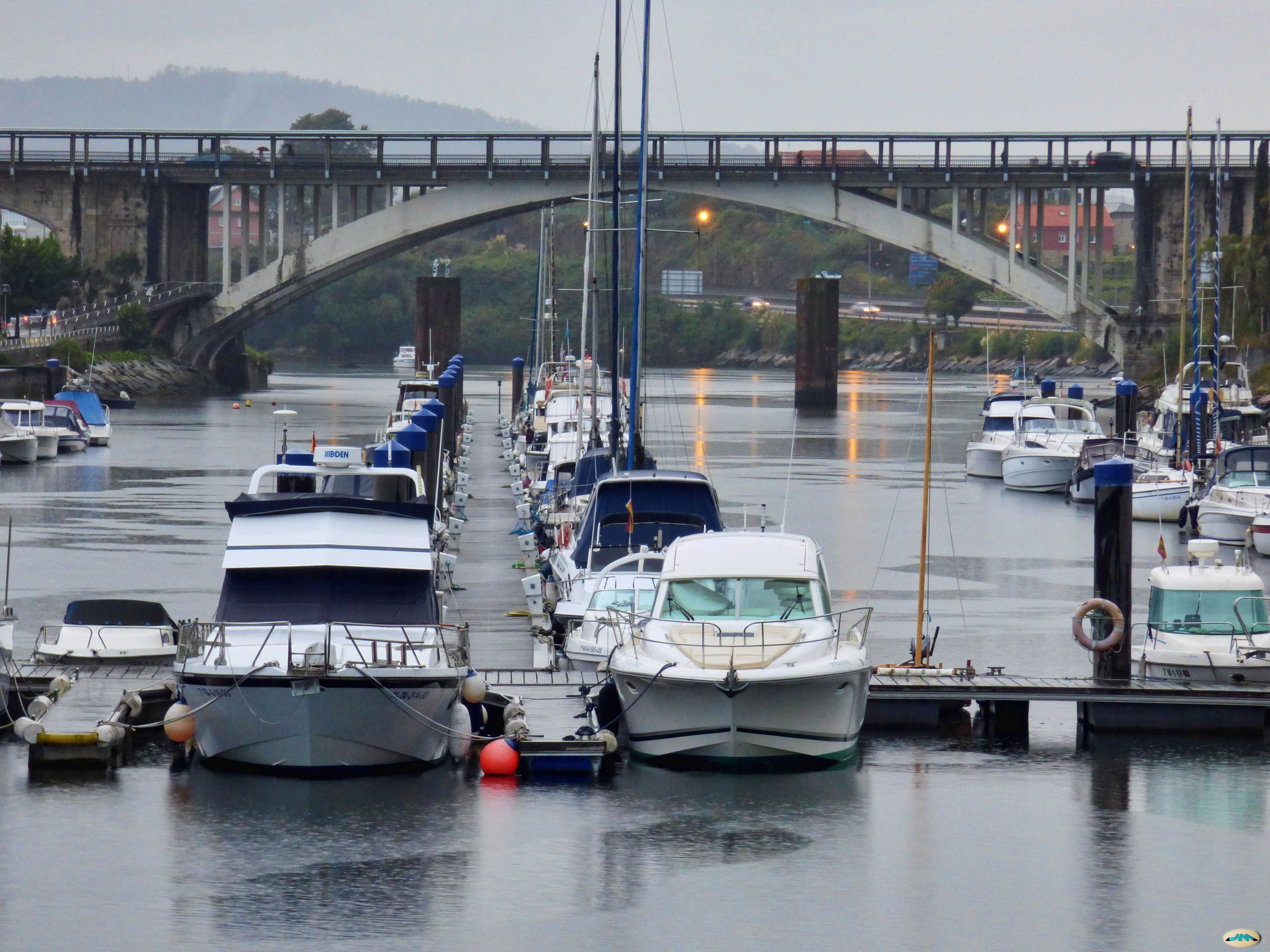
Barche e ponte della Barca in background
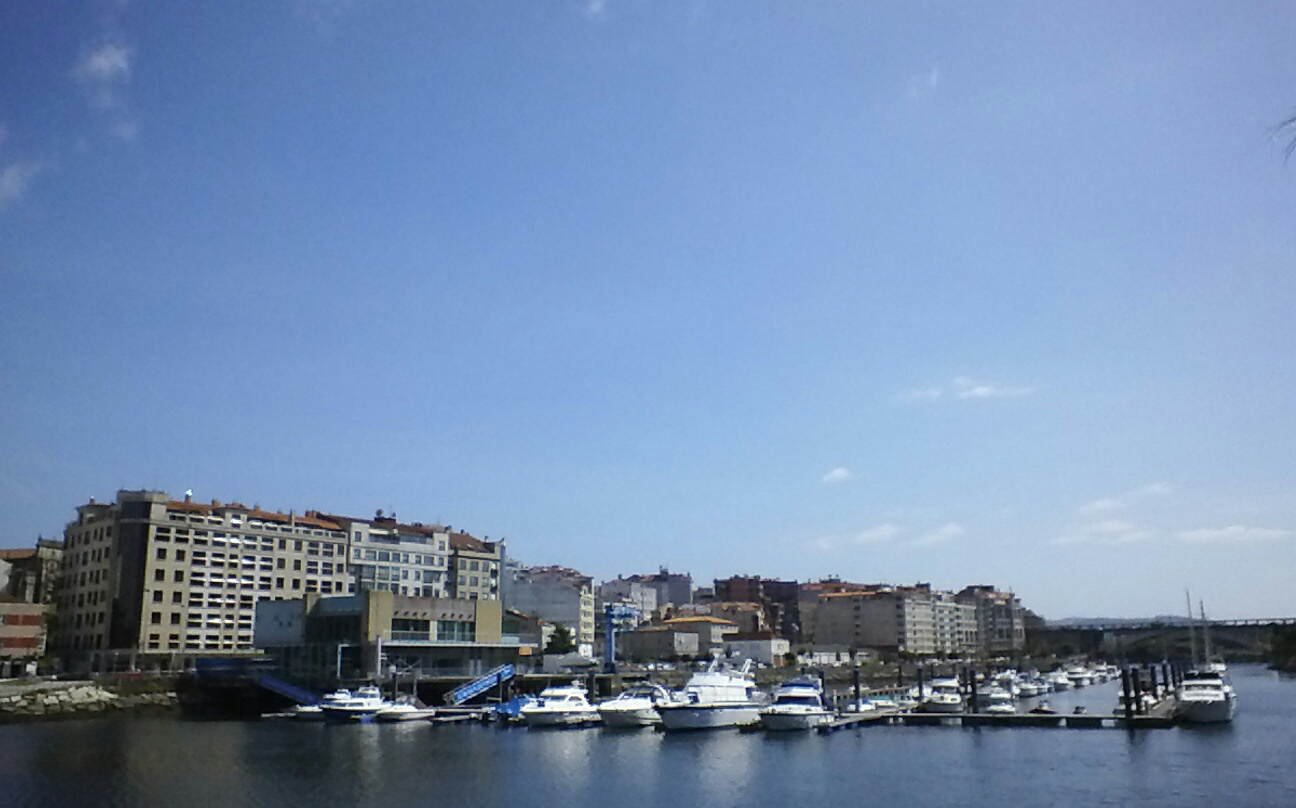
Porto turistico
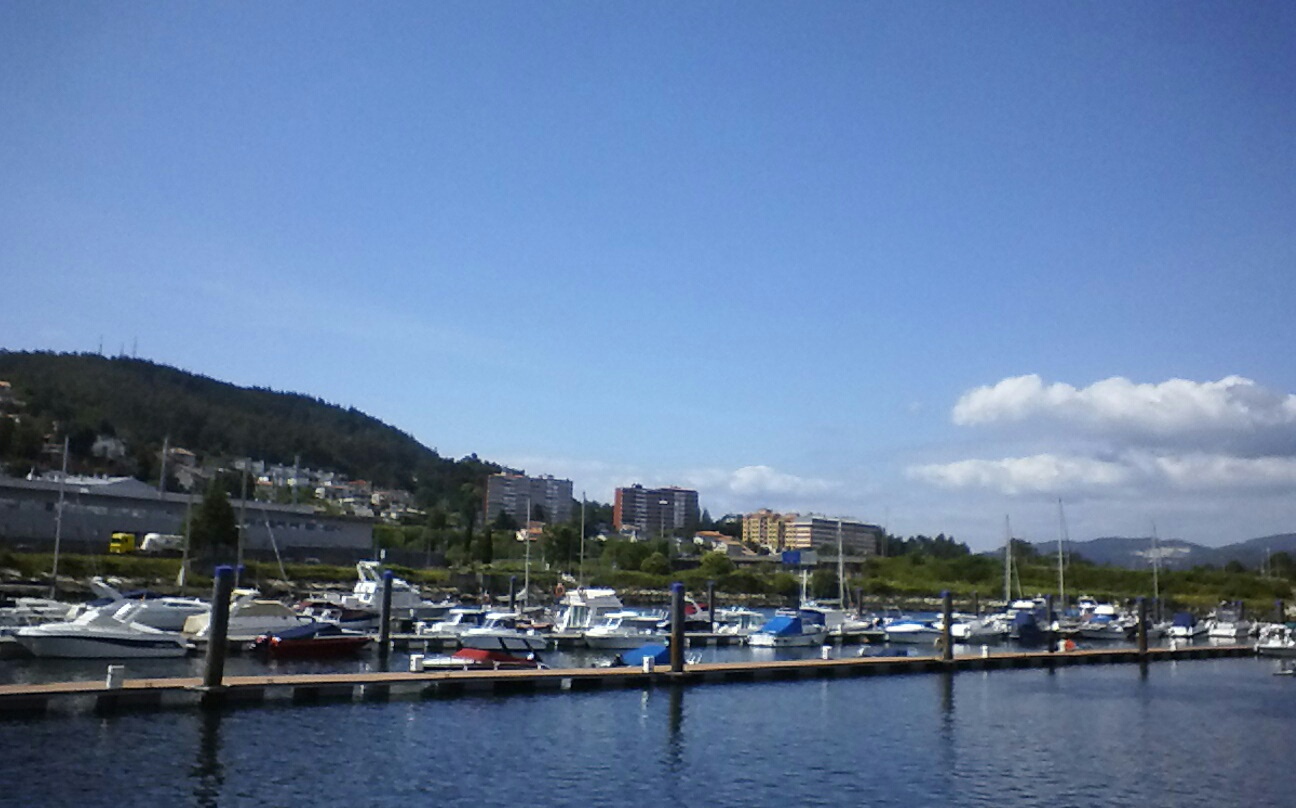
Porto turistico e A Caeira sullo sfondo
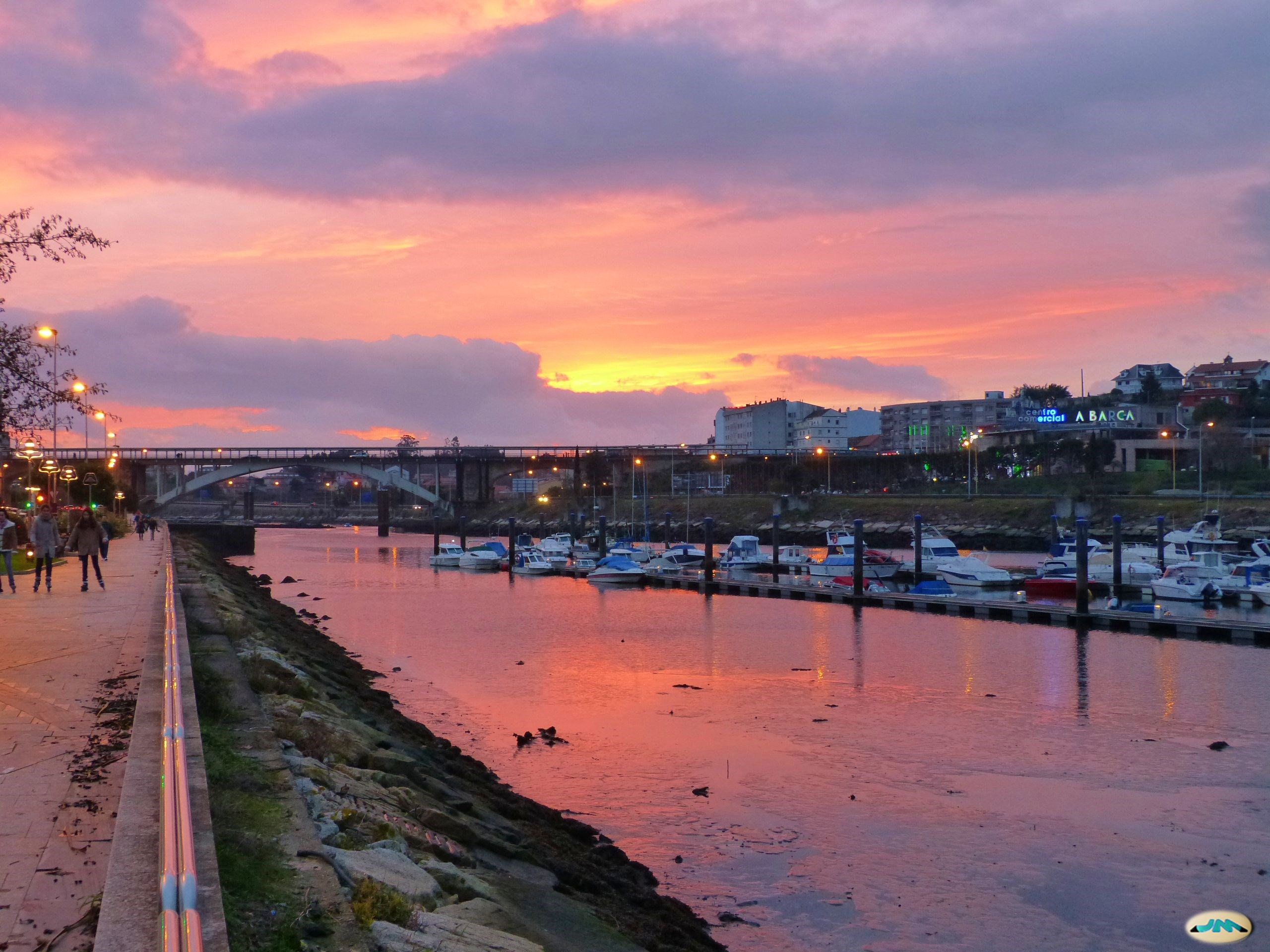
Porto al tramonto
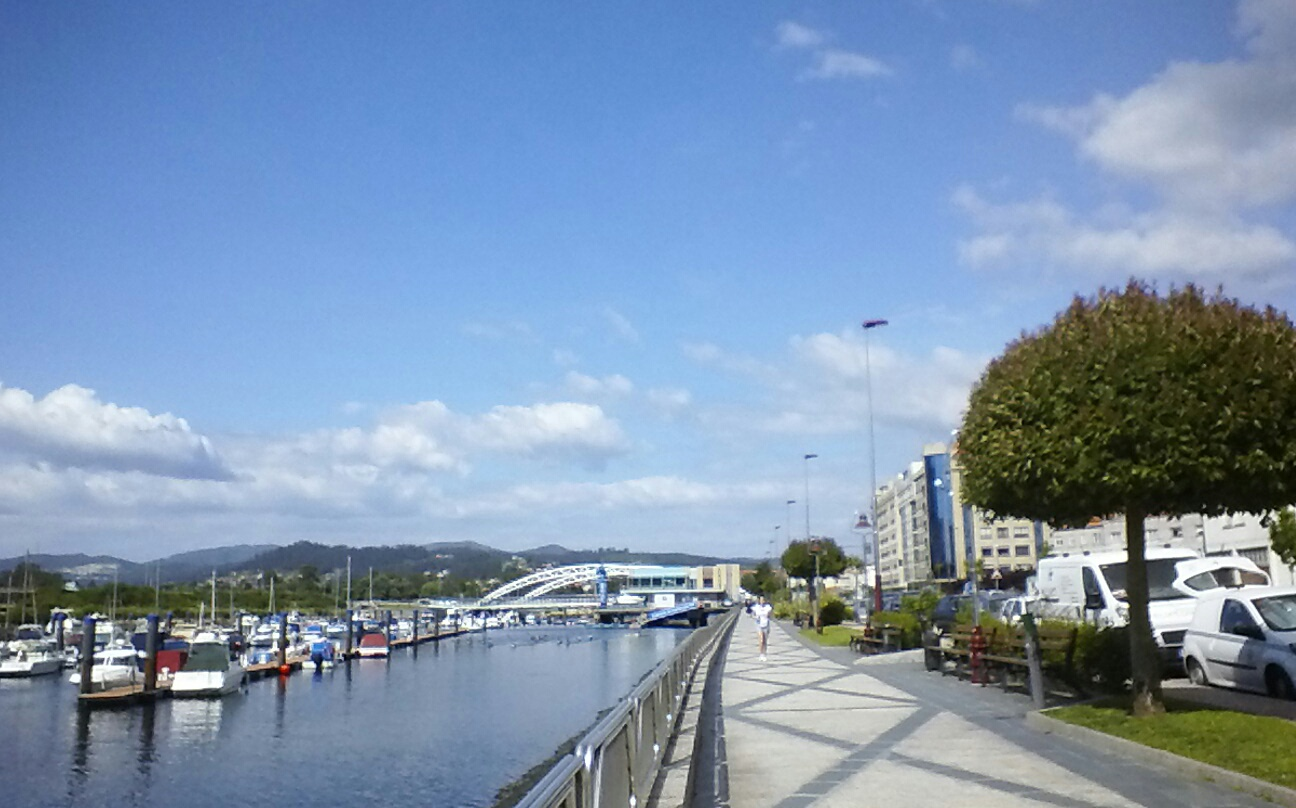
Lungomare e porto turistico
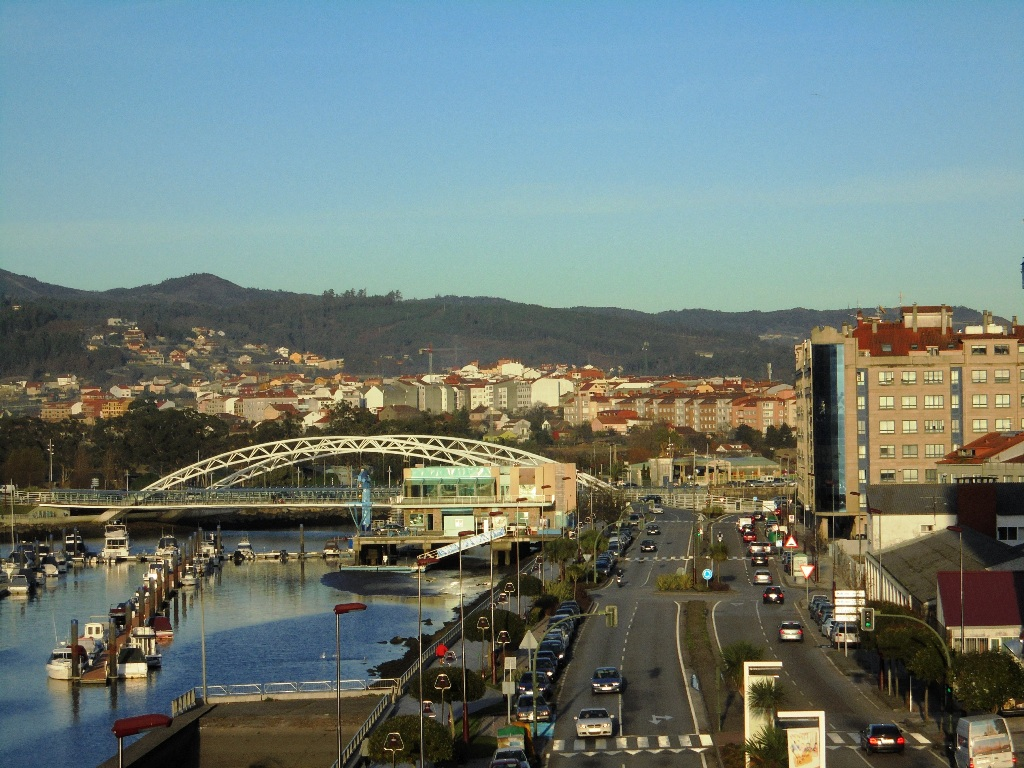
Corso Uruguay o Orillamar
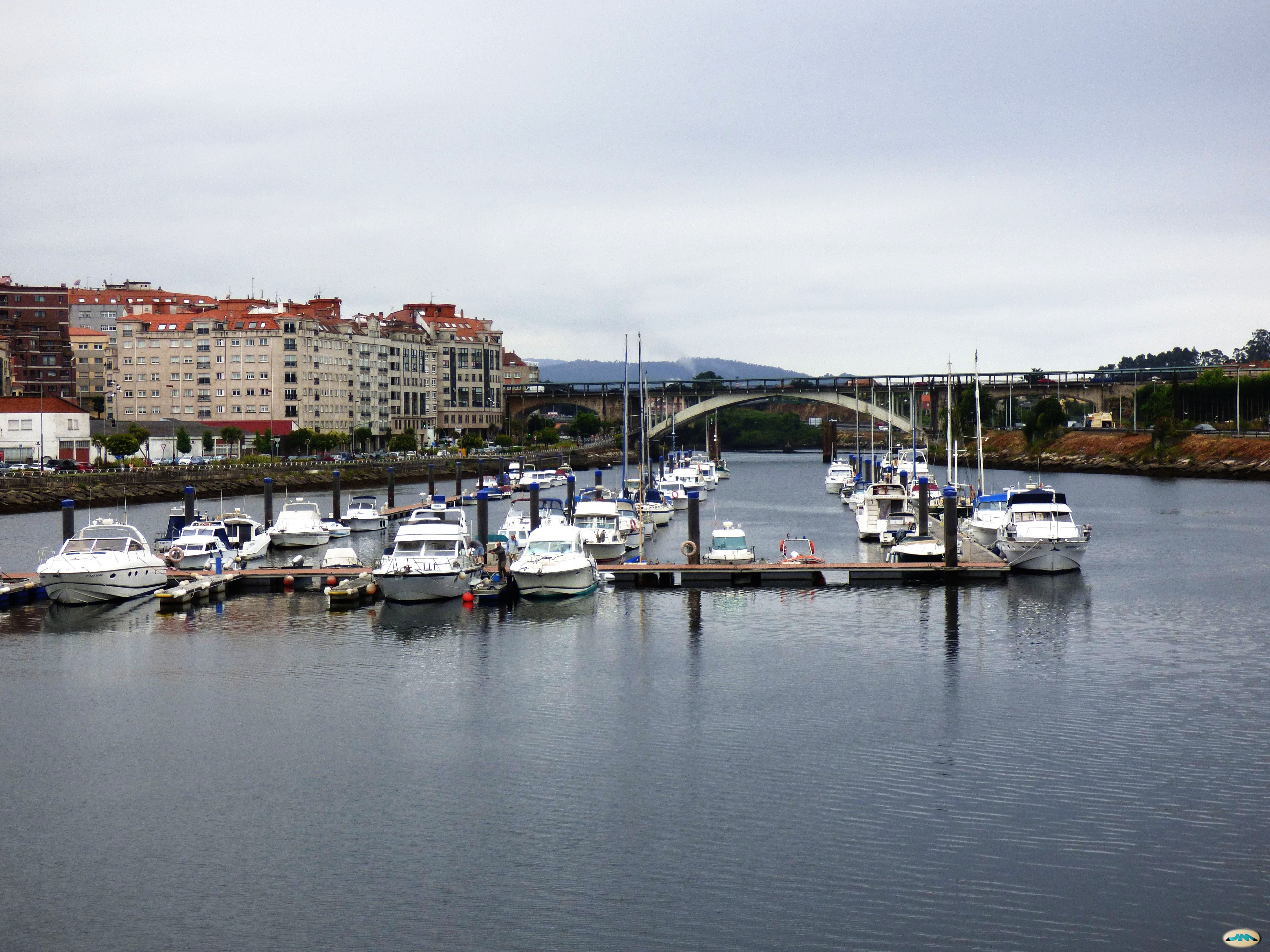
Marina